# Плавание на летних Олимпийских играх 2024 — комбинированная эстафета 4×100 метров (мужчины)
Соревнования по плаванию в комбинированной эстафете 4×100 метров у мужчин на летних Олимпийских играх 2024 года прошли 3 и 4 августа в спортивном комплексе Пари-Ла-Дефанс Арена. В соревнованиях приняли участие 74 спортсмена, представлявших 16 команд.
Американцы впервые в истории не сумели выиграть золото в комбинированной эстафете на Олимпийских играх, в которых принимали участие. Ранее эта дисциплина прооводилась в рамках Олимпийских игр 16 раз, начиная с 1960 года, и 15 раз побеждали американцы. В 1980 году сборная США бойкотировала Игры в Москве, и тогда победа досталась команде Австралии.
В случае победы сборной США Калеб Дрессел стал бы вторым в истории спортсменом, который завоевал 10 золотых олимпийских медалей (ранее это удавалось только Майклу Фелпсу).
Перед последним этапом лидировала сборная Франции, американцы отставали на 0,03 сек, а сборная Китая уступала лидерам 0,75 сек после неудачного третьего этапа баттерфляем. Но на последнем этапе олимпийский чемпион и рекордсмен мира на дистанции 100 метров вольным стилем Пань Чжаньлэ (31 июля он установил мировой рекорд 46,40) проплыл за 45,92, это быстрейшее в истории время на этапе эстафеты на дистанции 100 метров. Американец Хантер Армстронг проиграл китайцу 1,27 сек, а француз Флоран Маноду — 1,67 сек.

## Призёры
| Золото                                                                       | Серебро | Бронза |
| Китай · Сюй Цзяюй · Цинь Хайян · Сунь Цзяцзюнь · Пань Чжаньлэ · Ван Чанхао · | США · Райан Мёрфи · Ник Финк · Калеб Дрессел · Хантер Армстронг · Чарли Свонсон · Томас Хайлмен · Джек Алекси | Франция · Йоанн Ндой-Бруар · Леон Маршан · Максим Груссе · Флоран Маноду · Клеман Секки · Рафаэль Фант-Дамер · |

## Расписание
Время местное (UTC+1)
| Дата      | Время | Раунд                   |
| --------- | ----- | ----------------------- |
| 3 августа | 12:40 | Предварительные заплывы |
| 4 августа | 19:10 | Финал                   |

## Рекорды
До начала летних Олимпийских игр 2024 года мировой и олимпийский рекорды были следующими:
| Мировой рекорд     | США Райан Мёрфи Майкл Эндрю Калеб Дрессел Зак Эппл | 3.26,78 | Токио | 1 августа 2021 |
| Олимпийский рекорд | США Райан Мёрфи Майкл Эндрю Калеб Дрессел Зак Эппл | 3.26,78 | Токио | 1 августа 2021 |

## Результаты

### Предварительные заплывы
В финал проходят 8 команд, показавших лучшее время, независимо от места, занятого в своём заплыве.
| Место | Заплыв | Дорожка | Страна           | Спортсмены                                                                                       | Время   | Примечания |
| ----- | ------ | ------- | ---------------- | ------------------------------------------------------------------------------------------------ | ------- | ---------- |
| 1     | 1      | 5       | Франция          | Йоанн Ндой-Бруар (52,99) Леон Маршан (59,03) Клеман Секки (51,39) Рафаэль Фант-Дамер (47,95)     | 3.31,36 | Q          |
| 2     | 1      | 4       | Китай            | Сюй Цзяюй (53,58) Цинь Хайян (58,51) Ван Чанхао (51,75) Пань Чжаньлэ (47,74)                     | 3.31,58 | Q          |
| 3     | 2      | 4       | США              | Хантер Армстронг (53,26) Чарли Свонсон (59,73) Томас Хайльман (51,15) Джек Алекси (47,48)        | 3.31,62 | Q          |
| 4     | 1      | 3       | Нидерланды       | Кай ван Вестерлинг (54,49) Каспар Корбо (58,94) Нильс Корстанье (50,27) Стан Пейненбург (48,10)  | 3.31,80 | Q          |
| 5     | 2      | 3       | Великобритания   | Оливер Морган (53,21) Адам Пити (59,16) Джо Литчфилд (51,76) Мэттью Ричардс (48,00)              | 3.32,13 | Q          |
| 6     | 2      | 5       | Австралия        | Айзек Купер (53,85) Джошуа Йонг (58,99) Бен Армбрустер (51,61) Кайл Чалмерс (47,79)              | 3.32,24 | Q          |
| 7     | 2      | 2       | Канада           | Блейк Тирни (53,83) Финли Нокс (1.00,34) Илья Харун (50,40) Хавьер Асеведо (47,76)               | 3.32,33 | Q          |
| 8     | 1      | 6       | Германия         | Оле Брауншвайг (54,05) Лукас Матцерат (59,54) Лука Армбрустер (51,01) Йоша Сальхов (47,91)       | 3.32,51 | Q          |
| 9     | 2      | 6       | Италия           | Томас Чеккон (53,56) Николо Мартиненги (59,23) Джакомо Карини (51,75) Алессандро Миресси (48,17) | 3.32,71 |            |
| 10    | 1      | 7       | Польша           | Ксаверий Масюк (53,76) Ян Калусовский (59,94) Якуб Маерский (51,18) Бартош Пищорович (48,82)     | 3.33,70 |            |
| 11    | 2      | 8       | Ирландия         | Конор Фергюсон (54,88) Дарра Грин (59,68) Макс Маккаскер (52,04) Шейн Райан (47,21)              | 3.33,81 | NR         |
| 12    | 1      | 1       | Австрия          | Бернхард Райтсхаммер (54,97) Валентин Байер (1.00,02) Cимон Бухер (51,16) Хайко Гиглер (47,88)   | 3.34,03 |            |
| 13    | 2      | 1       | Республика Корея | Ли Чжу Хо (54,49) Чхве Дон Ёль (59,59) Ким Чи Хон (52,62) Хван Сон У (47,98)                     | 3.34,68 |            |
| 14    | 1      | 2       | Япония           | Рику Мацуяма (55,11) Таку Танигути (1.00,22) Наоки Мидзунума (51,63) Кацухиро Мацумото (47,88)   | 3.34,84 |            |
| 15    | 1      | 8       | Швейцария        | Роман Митюков (54,27) Жереми Депланш (1.00,73) Нильс Лисс (54,64) Антонио Дьякович (49,10)       | 3.38,74 |            |
| 16    | 2      | 7       | Испания          | Уго Гонсалес де Оливейра Карлес Коль Марио Молла Серхио Де Селис                                 | DSQ     |            |

### Финал
| Место | Дорожка | Страна         | Спортсмены                                                                                      | Время   | Примечания |
| ----- | ------- | -------------- | ----------------------------------------------------------------------------------------------- | ------- | ---------- |
| 1     | 5       | Китай          | Сюй Цзяюй (52,37) Цинь Хайян (57,98) Сунь Цзяцзюнь (51,19) Пань Чжаньлэ (45,92)                 | 3.27,46 |            |
| 2     | 3       | США            | Райан Мёрфи (52,44) Ник Финк (58,97) Калеб Дрессел (49,41) Хантер Армстронг (47,19)             | 3.28,01 |            |
| 3     | 4       | Франция        | Йоанн Ндой-Бруар (52,60) Леон Маршан (58,62) Максим Груссе (49,57) Флоран Маноду (47,59)        | 3.28,38 | NR         |
| 4     | 2       | Великобритания | Оливер Морган (52,83) Адам Пити (58,16) Данкан Скотт (51,30) Мэттью Ричардс (47,31)             | 3.29,60 |            |
| 5     | 1       | Канада         | Блейк Тирни (53,75) Финли Нокс (59,75) Илья Харун (50,46) Джошуа Льендо (47,31)                 | 3.31,27 |            |
| 6     | 7       | Австралия      | Айзек Купер (54,28) Джошуа Йонг (59,26) Мэттью Темпл (50,89) Кайл Чалмерс (47,43)               | 3.31,86 |            |
| 7     | 8       | Германия       | Оле Брауншвайг (54,38) Мелвин Имуду (59,37) Лука Армбрустер (50,96) Йоша Сальхов (47,75)        | 3.32,46 |            |
| 8     | 6       | Нидерланды     | Кай ван Вестерлинг (54,60) Каспар Корбо (59,19) Нильс Корстанье (50,60) Стан Пейненбург (48,13) | 3.32,52 |            |